# 艾特美臣
艾特美臣·度斯·山度士·施華（Edmlison dos santos sliva，1982年9月15日—）一般称作艾特美臣，生于薩爾瓦多，巴西职业足球运动员，现效力于日本職業足球联赛球会浦和紅鑽。